# 子持ち銀河

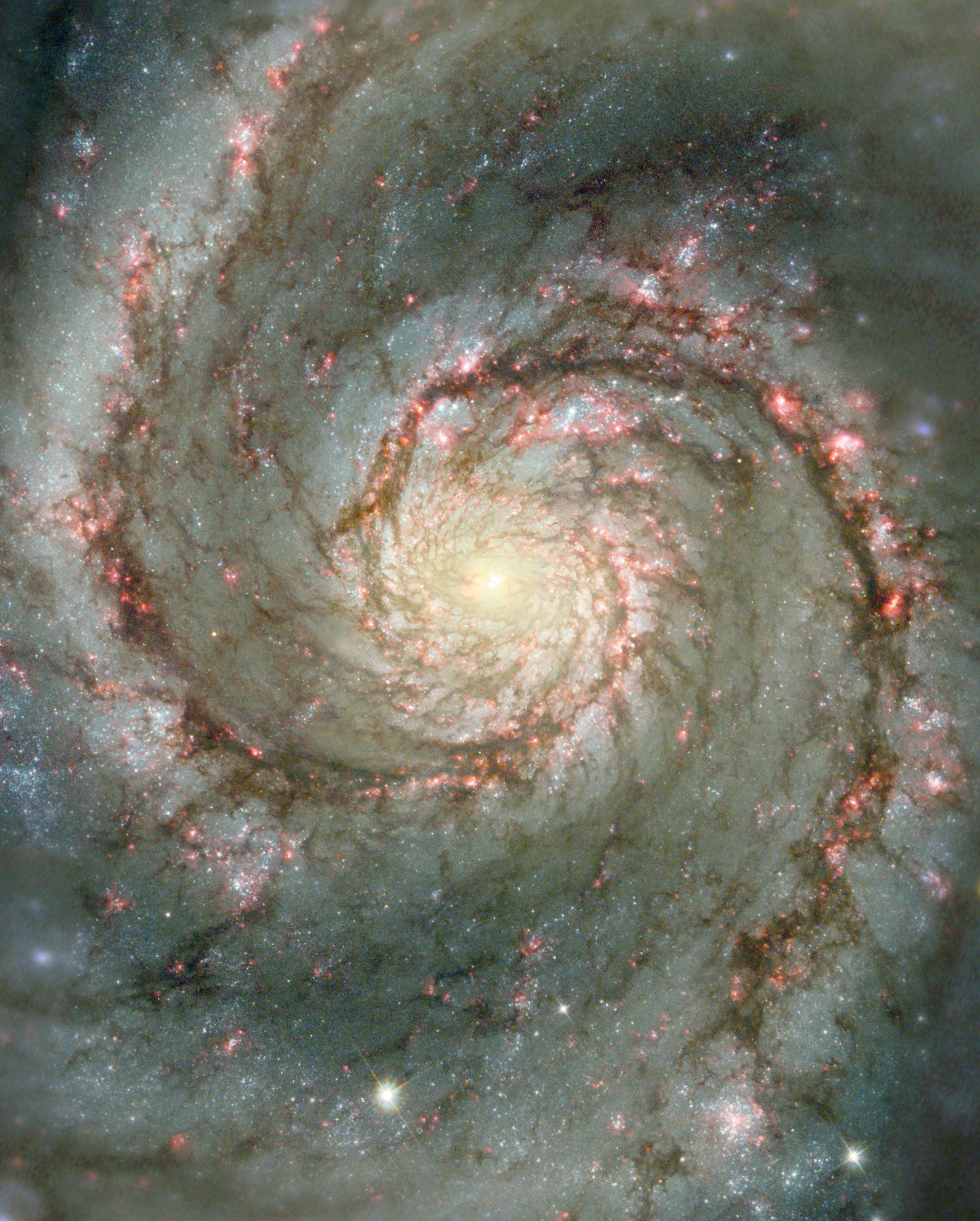
ハッブル宇宙望遠鏡が撮影した中心部。渦状腕に沿ってHII領域やダーク・レーンが存在している。

子持ち銀河（こもちぎんが、M51、NGC 5194）はりょうけん座にある渦巻銀河である。渦巻銀河NGC 5194から4' 35" 離れたすぐ近くに伴銀河NGC 5195があることが名前の由来であり、伴銀河を含めて子持ち銀河と呼ぶ場合もある（このときNGC 5194をM51A、NGC 5195をM51Bと表記することがある）。直径はおよそ10万光年。

## 観測史
子持ち銀河は1773年10月13日にシャルル・メシエが発見した。「星はなく非常に微か」と記している。伴銀河はピエール・メシャンが1781年3月21日に発見した。メシエは1781年に発刊したカタログで、「二重で、その各々がよく輝く中心部を持ち、両者は4'35"離れている。二つの「大気」は触れ合っており、片方が暗い。」と記している（同様に、ジョン・ハーシェルも1889年にM51を中央部円形部分と外のリングの二重となっているスケッチを残している）。同じ1781年、ヨハン・ボーデは「小さく微かに輝く。おそらく楕円」と記した。ジョン・ハーシェルは「我々の世界と同じだと思われる。取り巻く暈は銀河系を表現する」とした。スミスは「明るく白い一対の星雲がそれぞれ核を持ち、惑星状物質がお互いに入れ込んで、南の方は中心部が輝き光輪にとりかこまれ水平になった時の輪のある土星のゴーストに似ている。我々が属する同じような星の宇宙は数えきれぬほどの能力のあるものが住んでいるにちがいない」とした。スミスはコアを取り巻く微かな4本程度の短い湾曲した腕のようなものをスケッチで描いている。

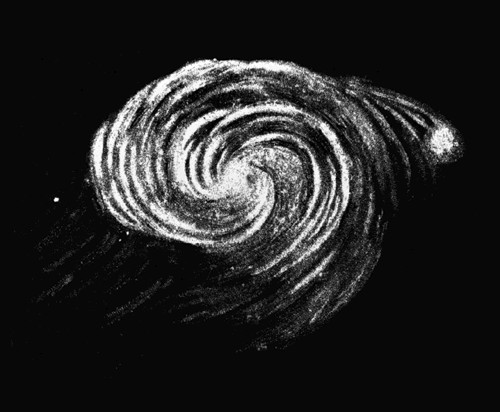
1845年にロス卿 (Lord Rosse) が観測しつつM51を描いた描画図。

この銀河は銀河の渦巻構造が1845年にはじめて観測された銀河であり、ロス卿による観測スケッチが残っている。「渦状。高倍率では一層複雑な構造が分かる。大きい方と小さい方はつながっているに違いない。最も珍しい渦状星雲である」1861年には「外側の核は渦が左巻きになっているのは事実である」と記している。ウェッブは「ロス卿の驚異的な渦状星雲。この光輪はすぐれた器機でないと及ばない。この不釣り合いな一対はよいコントラストを示す。大きい方の光輪は追跡できる。9.3インチで渦の終わりがわかる。ファインダーでは神秘的な光班」、フラマリオンは「よく目立つ二重星雲。それぞれ中心部がよく輝いて明瞭。互いの連絡箇所ははっきりしている」とした。
子持ち銀河は明るい銀河で双眼鏡でも観測できるためアマチュア天文家にも人気が高い。双方の銀河を結ぶ腕は口径10cm程度の望遠鏡でも見えるという人もいる。マラスは10cmの望遠鏡で主星雲の中心部分に濃淡を描き、伴星雲とつながった淡い腕を描いているが、単に「写真を見過ぎたせいかも」とも記している。渦状構造がどの程度の望遠鏡から見えるかと言えば、シュトルーヴェは15インチではっきりとし、サゴは13インチの80倍ではっきりするとした。マラスは12.5インチではっきりとみえるとした。条件が良ければ口径8cm程度の望遠鏡でも腕を見ることができるという人もいる。

## M51銀河群
M51銀河群とはM51やM63を含む銀河群であり、地球からおよそ3700万光年離れたところにある。
このM51銀河群には以下の銀河が含まれる。
- NGC 5023
- UGC 8313
- UGC 8331
- M63
- 子持ち銀河（M51A、NGC 5194）と伴銀河（M51B、NGC 5195）
- NGC 5229
- UGC 8683

## 超新星
いままでに以下の超新星が発見されている：
- SN 1994I - 1994年4月に発見されたIc型超新星。
- SN 2005cs - 2005年6月に発見されたII型超新星。
- SN 2011dh - 2011年5月に発見されたIIb型超新星。非常に珍しい黄色超巨星の超新星爆発である。